# Pallante (titano)
Pallante o Pallade (in greco antico: Πάλλας?, Pállas) è un personaggio della mitologia greca è un titano figlio di Euribia e di Crio.

## Genealogia
In questa figura si riscontra una stratificazione di miti che impedisce l'indicazione di una genealogia univoca. Secondo Esiodo, era fratello di Astreo e Perse e sposo della ninfa Oceanina Stige e padre di Nike, Cratos, Bia e Zelos.
Nike è la simbolizzazione della Vittoria, Cratos è il Potere, Bia personifica la Violenza e Zelos l'Ardore.

## Mitologia
I suoi figli si alleano a Zeus nella lotta contro i Titani. In particolare Bia e Cratos vengono incaricati di incatenare Prometeo.
Pallante invece fu sconfitto dalla dea Atena che con la sua pelle costruì la sua Egida (un'armatura di pelle di capra) e poiché Pallade è considerato il Titano patrono della Saggezza o il tutore della Saggezza e l'ellenica Atena avrebbe avuto tutto l'interesse a ucciderlo per prendere il suo posto. D'altronde l'epiteto Atena Lafria, "colei che conquista il bottino", fa supporre che fosse lei l'inseguitrice e non l'inseguita.
Talvolta Pallante era considerato il dio Titano della guerra e della stagione delle campagne primaverili.